# NGC 1289
NGC 1289 je galaksija u zviježđu Eridan.

## Vanjske poveznice
- SEDS: NGC 1289